# Nantiat (tổng)
Tổng Nantiat là một tổng của Pháp tọa lạc tại tỉnh Haute-Vienne trong vùng Nouvelle-Aquitaine.

## Địa lý
Tổng này được tổ chức xung quanh Nantiat trong quận Bellac. Độ cao khu vực này là 192 m (Berneuil) đến 587 m (Compreignac) độ cao trung bình trên mực nước biển là 357 m.

## Hành chính
| Giai đoạn | Ủy viên           | Đảng | Tư cách |
| --------- | ----------------- | ---- | ------- |
| 2001-2008 | Stéphane Veyriras | PS   |         |
| 2008-2014 | Stéphane Veyriras | PS   |         |

## Phân chia đơn vị hành chính
Tổng Nantiat được chia thành 11 xã và khoảng 6 871 người (điều tra dân số năm 1999 không tính trùng dân số).
| Xã                         | Dân số | Mã bưu chính | Mã insee |
| -------------------------- | ------ | ------------ | -------- |
| Berneuil                   | 430    | 87300        | 87012    |
| Breuilaufa                 | 117    | 87300        | 87022    |
| Le Buis                    | 189    | 87140        | 87023    |
| Chamboret                  | 717    | 87140        | 87033    |
| Cieux                      | 897    | 87520        | 87045    |
| Compreignac                | 1 435  | 87140        | 87047    |
| Nantiat                    | 1 623  | 87140        | 87103    |
| Roussac                    | 408    | 87140        | 87128    |
| Saint-Symphorien-sur-Couze | 238    | 87140        | 87184    |
| Thouron                    | 427    | 87140        | 87197    |
| Vaulry                     | 390    | 87140        | 87198    |

## Thông tin nhân khẩu
| 1962                                                     | 1968  | 1975  | 1982  | 1990  | 1999  |
| -------------------------------------------------------- | ----- | ----- | ----- | ----- | ----- |
| 6 680                                                    | 7 081 | 6 459 | 6 329 | 6 642 | 6 871 |
| Nombre retenu à partir de 1962 : dân số không tính trùng |       |       |       |       |       |